# Stabilitätssatz von Gray
Der Stabilitätssatz von Gray ist ein grundlegender mathematischer Lehrsatz aus dem Gebiet der Kontaktgeometrie. Er besagt, dass sich Kontaktstrukturen nur durch Isotopien der gesamten Mannigfaltigkeit deformieren lassen, das heißt, der Modulraum der Kontaktstrukturen ist ein diskreter Raum.

## Satz von Gray
Sei {\displaystyle \xi _{s}} mit {\displaystyle s\in \left[0,1\right]} eine glatte Familie von Kontaktstrukturen auf einer geschlossenen Mannigfaltigkeit {\displaystyle M}. Dann gibt es eine Isotopie {\displaystyle (\psi _{s})_{s\in \left[0,1\right]}} von {\displaystyle M}, so dass für alle {\displaystyle s\in \left[0,1\right]} der Diffeomorphismus
{\displaystyle \psi _{s}\colon (M,\xi _{0})\to (M,\xi _{s})}
ein Kontaktomorphismus ist, d. h., es gilt {\displaystyle (\psi _{s})_{*}\xi _{0}=\xi _{s}} für alle {\displaystyle s\in \left[0,1\right]}.